# Salvatore Gatti
Pour les articles homonymes, voir Gatti.
Salvatore Gatti (Anagni, 13 août 1879 - Anzio, 13 août 1951) est un magistrat et un homme politique italien.

## Biographie
Diplômé en droit à Gênes, dans la Magistrature depuis 1901, il est député aux tribunaux de Turin et de Domodossola. En 1904, il entre au ministère de la Grâce et de la Justice et occupe les fonctions de référendaire au Conseil d'État, de secrétaire en chef de la Commission parlementaire des chemins de fer, d'adjoint à la Direction générale des approvisionnements du ministère.
Le 22 avril 1911, il est initié à la franc-maçonnerie dans la loge Rienzi de Rome et le 1er avril 1912, il devient maître-maçon.
À partir de 1919, il est conseiller d'État, secrétaire général de la commission parlementaire d'enquête sur les terres libérées, président de la commission de libération du personnel des ministères de l'agriculture, de l'industrie et du commerce, du travail et de la marine marchande. À partir de 1923, il est membre du Conseil supérieur des travaux publics et favorise la création de l'Institut de prévoyance pour les employés des collectivités locales. 
À partir de 1925, après avoir été député pendant environ un an, il est commissaire de l'Institut national des assurances, dont il devient ensuite président, et président d'une section du Conseil d'État.
En 1941, pendant deux mois, il est ministre des changes et des devises ; en 1943, sous le gouvernement Badoglio I, il est rappelé à l'assistance sociale en tant que commissaire, dont il est renvoyé après avoir refusé d'adhérer à la République sociale italienne et de transférer son siège dans le nord. Sénateur depuis 1929, il est démis de ses fonctions par la Haute cour de justice pour les sanctions contre le fascisme le 6 juin 1945.

## Décorations
- Chevalier de l'Ordre des Saints-Maurice-et-Lazare
 - Officier de l'Ordre des Saints-Maurice-et-Lazare
 - Commandeur de l'Ordre des Saints-Maurice-et-Lazare
 - Grand Officier décoré du Grand Cordon de l'Ordre des Saints-Maurice-et-Lazare
 - Chevalier de l'Ordre de la Couronne d'Italie
 - Officier de l'Ordre de la Couronne d'Italie
 - Commandeur de l'Ordre de la Couronne d'Italie
 - Grand Officier décoré du Grand Cordon de l'Ordre de la Couronne d'Italie
 - Chevalier de l'Ordre civil de Savoie